# Ejido Palma
Ejido Palma, även benämnd Ejido San Francisco, är ett samhälle (ejido) i Mexiko, tillhörande kommunen Isidro Fabela i delstaten Mexiko. Orten hade 1 350 invånare vid folkräkningen 2010 och är kommunens tredje största samhälle.